# Dávid Bartimej Tencer
Dávid Bartimej Tencer (Nová Baňa, 18 maggio 1963) è un vescovo cattolico slovacco, dal 18 settembre 2015 vescovo di Reykjavík.

## Biografia
Dávid Bartimej Tencer è nato a Nová Baňa il 18 maggio 1963.

### Formazione e ministero sacerdotale
Ha compiuto gli studi teologici presso l'Università Comenio di Bratislava e presso il seminario dell'omonima diocesi.
Il 15 giugno 1986 è stato ordinato presbitero per la diocesi di Banská Bystrica. In seguito ha operato come vicario parrocchiale.
Nel 1990 è entrato nella provincia slovacca dell'Ordine dei frati minori cappuccini. Dopo il noviziato ha continuato gli studi a Roma, conseguendo la licenza in teologia nel 1994. Il 28 agosto 1994 ha emesso la professione solenne. È poi stato parroco di Hólíč. Nel 1996 è stato inviato a Hriňová per fondare un nuovo convento che è diventato il luogo per la formazione dei postulanti dei cappuccini. Padre David Tencer è stato rettore di quell'istituto fino al 2002. Nel 2003 è stato nominato superiore del convento di Žilina.
Nel 2004 è stato trasferito in Islanda per impegnarsi nella missione e dare inizio a una presenza cappuccina. È stato vicario parrocchiale della parrocchia Stella Maris a Reykjavík e parroco della parrocchia di San Torlaco a Reyðarfjörður.

### Ministero episcopale
Il 18 settembre 2015 papa Francesco lo ha nominato vescovo di Reykjavík. Ha ricevuto l'ordinazione episcopale il 31 ottobre successivo dal vescovo emerito di Reykjavík Pierre Bürcher, co-consacranti l'arcivescovo Henryk Józef Nowacki, nunzio apostolico in Svezia, Islanda, Danimarca, Finlandia e Norvegia, e il vescovo di Žilina Tomáš Galis.
Il 17 giugno 2017 ha consacrato la nuova chiesa di Reyðarfjörður. L'edificio è un dono della Chiesa cattolica slovacca. È stata costruita in legno in Slovacchia, quindi smontata e trasportata in Islanda. Alla cerimonia era presente anche il primo ministro slovacco Robert Fico.
Nel giugno del 2018 ha compiuto la visita ad limina.
Dall'11 settembre 2024 è membro del consiglio permanente della Conferenza episcopale della Scandinavia, nella quale sono riuniti i vescovi di Danimarca, Finlandia, Islanda, Norvegia e Svezia.

## Genealogia episcopale
La genealogia episcopale è:
- Cardinale Scipione Rebiba
- Cardinale Giulio Antonio Santori
- Cardinale Girolamo Bernerio, O.P.
- Arcivescovo Galeazzo Sanvitale
- Cardinale Ludovico Ludovisi
- Cardinale Luigi Caetani
- Cardinale Ulderico Carpegna
- Cardinale Paluzzo Paluzzi Altieri degli Albertoni
- Papa Benedetto XIII
- Papa Benedetto XIV
- Papa Clemente XIII
- Cardinale Marcantonio Colonna
- Cardinale Giacinto Sigismondo Gerdil, B.
- Cardinale Giulio Maria della Somaglia
- Cardinale Carlo Odescalchi, S.I.
- Cardinale Costantino Patrizi Naro
- Cardinale Serafino Vannutelli
- Cardinale Domenico Serafini, Cong. Subl. O.S.B.
- Cardinale Pietro Fumasoni Biondi
- Arcivescovo Filippo Bernardini
- Vescovo François Charrière
- Cardinale Charles Journet
- Vescovo Pierre Mamie
- Vescovo Pierre Bürcher
- Vescovo Dávid Bartimej Tencer, O.F.M.Cap.